# 岡村總吾
岡村 總吾（おかむら そうご、1918年（大正7年）3月18日 - 2013年（平成25年）10月26日）は、日本の工学者（電子工学・通信工学）。階級は海軍技術大尉。位階は正四位。勲等は勲二等。学位は工学博士（東京大学・1951年）。東京大学名誉教授、東京電機大学名誉学長、文化功労者。名の「總」は「総」の旧字体のため、新字体で岡村 総吾（おかむら そうご）とも表記される。
東京帝国大学工学部助教授、東京大学工学部教授、東京大学工学部学部長、東京大学総長特別補佐、東京電機大学教授、日本学術振興会理事長、東京電機大学学長、学校法人国際大学理事長などを歴任した。

## 来歴
1918年（大正7年）3月18日、東京に生まれる。マイクロ波の分野で実績を上げる。海軍短期現役士官として電探開発に従事。低レベル信号を検出する高感度検波方式「岡村の方式」を発明。降雨等による電波減衰の研究により、衛星通信技術に功績を残した。1991年、文化功労者に選出される。2013年（平成25年）10月26日死去。

## 家族・親族
義父は工学者で写真電送で文化勲章受章者の丹羽保次郎。

## 略歴
- 旧制三重県立宇治山田中学校（現・三重県立宇治山田高等学校）、旧制第八高等学校卒業
- 1940年（昭和15年）：東京帝国大学工学部電気工学科卒業
- 1940年（昭和15年）：東京帝国大学工学部講師
- 1947年1月（昭和22年）：東京帝国大学工学部助教授
- 1951年10月 (昭和26年):東京大学工学博士 「極超短波磁電管の動作特性に関する研究」
- 1951年11月（昭和26年）：東京大学工学部教授
- 1973年4月（昭和48年）：東京大学工学部長（1975年（昭和50年）3月まで）
- 1975年4月（昭和50年）：東京大学総長特別補佐（1977年（昭和52年）まで）
- 1978年（昭和53年）：東京大学退官 東京電機大学教授 東京大学名誉教授
- 1990年（平成2年）4月：東京電機大学学長（1998年（平成10年）3月まで）

## 学外における役職
- 1981年（昭和56年）：日本学術振興会理事長
- 1990年（平成2年）：財団法人国際交通安全学会会長（1996年（平成8年）まで）
- 1999年（平成11年）：国際大学理事長
- 2005年（平成17年）12月12日：日本学士院会員
- 財団法人井上科学振興財団理事
- 社団法人先端技術産業戦略推進機構名誉顧問
- 社団法人日本工学アカデミー最高顧問
- 財団法人NEC C&C財団理事
- 特定非営利活動法人日本プライバシープロフェッショナル協会会長
- 財団法人光科学技術研究振興財団評議員
- 財団法人国際教育財団理事長
- 財団法人電気・電子情報学術振興財団理事
- 財団法人新技術開発財団理事
- 社団法人科学技術国際交流センター評議員
- 財団法人東電記念科学技術研究所評議員
- 特定非営利活動法人日本プライバシーコンサルタント協会顧問
- 有限責任中間法人グローバルマネージメントアカデミー顧問
- 有限責任中間法人日本技術者連盟顧問

## 賞歴
- 2000年（平成12年）：大川賞

## 栄典
- 1984年（昭和59年）：紫綬褒章
- 1989年（平成元年）：勲二等旭日重光章[3]
- 1991年（平成3年）：文化功労者